# Great Lake Swimmers
Great Lake Swimmers es una banda musical de indie folk formada en 2003 y liderada por el cantautor Tony Dekker de Wainfleet, Ontario. La formación actual también incluye a Erik Arneson al banjo y Colin Huebert en la batería.
La música de esta formación se caracteriza por un folk melódico y minimalista, y su estilo ha sido comparado con Red House Painters, el cantautor Nick Drake, Will Oldham, Gram Parsons, Sufjan Stevens, Iron & Wine o Neil Young. Dekker dijo que entre sus influencias se encuentran Gram Parsons y Hank Williams

La música es interesante porque une a las personas, y cuanto más hago más cuenta me doy de lo importante que es.
Tony Dekker, Great Lake Swimmers

## Historia
La banda lanzó su primer álbum, "Great Lake Swimmers" en 2003 y "Bodies and Minds" en 2005, a través del sello independiente (weewerk) antes de firmar un contrato con Nettwerk en 2007.
Lanzaron su tercer álbum, "Ongiara", el 27 de marzo de 2007, en Canadá y mayo en el resto del mundo. A pesar de haber firmando con Nettwerk a principios de 2007 la banda seguía gestionada por (weewerk). En septiembre de 2007 (weewerk) lanzó una versión de vinilo limitada de "Ongiara" la cual estuvo disponible en Australia bajo el sello Speak N Spell.
Su cuarto álbum, "Lost Channels", fue lanzado el 31 de marzo de 2009. Este obtuvo nominaciones a un Premio Juno y a los Canadian Folk Music Award.
En 2009, la banda formó parte de un documental llamado City Sonic donde, además, participaron otros 20 artistas de Toronto. En 2011 Tony Dekker participó en el documental National Parks Project, visitando el  Cape Breton Highlands National Park en Nueva Escocia con el cineasta Keith Behrman y los cantantes Daniela Gesundheit and Old Man Luedecke.
El quinto álbum de la banda, "New Wild Everywhere" fue lanzado el 3 de abril de 2012. La banda también compuso el soundtrack instrumental del e-book "One in a Thousand" del fotógrafo Ian Coristine que contiene fotografías de las Islas Thousand, también lanzado en abril de 2012.

## Discografía
- New Wild Everywhere (3 de abril de 2012, Nettwerk).
- Lost Channels (31 de marzo de 2009, Nettwerk).[1]
- Ongiara (27 de marzo de 2007, Nettwerk).
- Bodies and Minds (15 de marzo de 2005, weewerk).
- Great Lake Swimmers (28 de enero de 2003, weewerk).